# Saúl Ñíguez Esclápez
Saúl Ñíguez Esclápez (Elx, Baix Vinalopó, 21 de novembre de 1994) és un futbolista valencià que juga com a migcampista. És internacional amb la selecció espanyola.
De família de futbolistes, el seu pare José Antonio Ñíguez i els seus germans Aaron Ñíguez i Jonathan Ñíguez també han estat professionals. Va ser format en les categories inferiors de l'Atlètic de Madrid, club amb el qual ha estat campió de l'Europa League el 2012, de la Copa del Rei el 2013 i de la Supercopa d'Espanya el 2014.

## Trajectòria

### Atlètic de Madrid

#### Inicis
Saül va debutar amb el primer equip el 8 de març de 2012 al partit d'anada dels setzens de final de la Lliga Europa de la UEFA contra el Beşiktaş JK en un partit que va finalitzar en una victòria per tres a un.
Durant la temporada 2012-13, Saül va alternar els entrenaments amb el primer equip i amb el filial i va arribar a disputar alguns partits de Lliga, Copa i UEFA Europa league. Després de jugar el seu segon partit a la Lliga Europa de la UEFA, entrant com a suplent en la victòria per zero gols a tres contra el Hapoel Tel Aviv, va poder fer el seu debut oficial a primera divisió, va ser el 21 d'abril de 2013 a una victòria matalassera a domicili per zero gols a un al camp del Sevilla Futbol Club, després de substituir Koke.

#### Rayo Vallecano
La temporada 2013-14, i després de realitzar gran part de la pretemporada amb el club matalasser, es va acordar la seva cessió al Rayo Vallecano fins a final de temporada, dins de l'operació de venda de Leonardo Carrilho Baptistão del club de Vallecas al del Manzanares. El seu debut amb el club vallecà es va produir el 19 d'agost de 2013 a la victòria del Rayo per tres gols a zero davant l'Elx Club de Futbol, corresponent a la primera jornada de Lliga de la temporada. El 24 de novembre va marcar el seu primer gol a primera divisió encara que de poc va servir, ja que el Rayo va perdre per 1-4 davant l'Espanyol.
Saül va ser una de les peces claus en la consecució de la permanència per part del Rayo Vallecano. Ja fóra jugant com a defensa o com a migcampista les seves actuacions van ajudar el club a aconseguir l'objectiu tres jornades abans d'acabar la competició. Les seves bones actuacions van propiciar que l'Atlètic de Madrid volgués assegurar el seu futur i el 17 febrer 2014 va renovar el seu contracte. amb el club fins al 2019.

#### Retorn a l'Atlètic de Madrid
La temporada 2014-15 va tornar a l'Atlètic de Madrid i va començar amb Saül de titular en el partit d'anada de la Supercopa d'Espanya enfront del Reial Madrid al Bernabéu. El partit va acabar empat a un i en el partit de tornada, en el qual Saúl va participar com a suplent, l'Atlètic va guanyar un a zero i es va proclamar campió de la Supercopa.
El 16 de setembre va debutar a la Lliga de Campions a la primera jornada de la competició. Saül va saltar al camp en el minut 75 en substitució de Mario Suárez quan el seu equip perdia per tres a un davant l'Olympiacos. Malgrat que Griezmann va aconseguir marcar un gol més no va ser suficient per aconseguir la remuntada i l'Atlètic va acabar perdent tres a dos.
El 7 de febrer de 2015, en el derbi madrileny, Saúl va substituir el lesionat Koke Resurrección després de deu minuts de partit, i va marcar el segon gon del seu equip, de xilena. Finalment, els matalassers van aconseguir una històrica victòria per 4–0 contra el Reial Madrid.
Des de la temporada 2015–16 en endavant, i des de la marxa de Mario Suárez i la lesió de Tiago Mendes, va esdevenir un jugador primordial pel mig del camp de Diego Simeone-led team.
El 27 d'abril de 2016, Saúl va jugar 85 minuts en el partit d'anada de la semifinal de la Champions contra l'FC Bayern de Múnic, i va marcar l'únic gol del partit al Vicente Calderón en jugada individual. L'any següent, el 18 d'abril, en la mateixa competició, va marcar per empatar 1–1 contra el Leicester City FC (2–1 en el global); el mateix mes en una entravista amb el Diari AS, va confessar que havia jugat les dues darreres temporades en condicions doloroses.
L'1 de juliol de 2017, Saúl va renovar contracte amb l'Atlético per 9 anys.

### Chelsea
El 31 d'agost de 2021, Saúl va marxar a la Premier League en ser cedit al Chelsea FC per un any, amb opció de compra al final de la cessió. Va debutar a la Premier League en una victòria per 3-0 contra l'Aston Villa FC.

## Selecció espanyola
El 20 de març de 2012 va ser convocat amb la Selecció espanyola sub-19 i triat per formar part de l'equip que va disputar el Campionat Europeu de la UEFA Sub-19 2012 en el qual es va proclamar campió jugant un total de 4 partits.
El 31 maig 2013 va ser convocat amb la Selecció espanyola sub-20 per disputar la Copa Mundial de Futbol Sub-20 de 2013 disputada a Turquia, i en què van caure eliminats en quarts de final davant la sub-campiona Uruguai.

## Palmarès

### Títols estatals
| Títol               | Club              | País    | Any  |
| ------------------- | ----------------- | ------- | ---- |
| Copa del Rei        | Atlètic de Madrid | Espanya | 2013 |
| Supercopa d'Espanya | Atlètic de Madrid | Espanya | 2014 |
| Lliga espanyola     | Atlètic de Madrid | Espanya | 2021 |

### Títols internacionals
| Títol                   | Club (*)                | País    | Any  |
| ----------------------- | ----------------------- | ------- | ---- |
| Lliga Europa de la UEFA | Club Atlético de Madrid | Espanya | 2012 |
| Eurocopa Sub-19         | Selecció espanyola      | Espanya | 2012 |
| Lliga Europa de la UEFA | Club Atlético de Madrid | Espanya | 2018 |
| Supercopa d'Europa      | Club Atlético de Madrid | Espanya | 2018 |

(*) Incloent la selecció espanyola.

### Distincions individuals
| Distinció                               | Any  |
| --------------------------------------- | ---- |
| Migcentre esquerra d'or de Futbol Draft | 2013 |
| Migcentre esquerra d'or de Futbol Draft | 2014 |